# 薄井己亥
薄井 己亥（うすい きがい、1899年（明治32年）2月25日（旧暦） - 没年不明）は、昭和時代後期にかけて活動した郷土史家、歴史研究家、水戸史学会顧問。

## 経歴
茨城県那珂郡木崎村（のち那珂町、現那珂市）に生まれる。高等小学校卒業後、寺子屋で学ぶ。1918年（大正7年）頃上京し、正則英語学校で学ぶ。1919年（大正8年）仙台第一中学校（現宮城県仙台第一高等学校）の検定試験に合格する。合格後は開校したばかりの水戸高等学校に入学し、1年留年するが、1924年（大正13年）に卒業する。同年東京帝国大学法学部に入学。東大では上杉慎吉と美濃部達吉から憲法学を学ぶ。1927年（昭和2年）に卒業する。卒業後は大阪商船の内定を受けるが辞退する。弁護士試験を受けたが不合格。1930年（昭和5年）満州へ渡り、大連市会議長の秘書を務める。1931年（昭和6年）柳条湖事件後に憲兵隊の命令で奉天公報の記者となる。1934年（昭和9年）頃に帰国する。帰国後は頭山満の弟子の本間憲一郎の紹介で紫山塾に入り、紫山塾の玄関番と雑誌「日本論争」の編集者となる。後に大政翼賛会に参画する。太平洋戦争中は東京に居て、1945年（昭和20年）3月10日の東京大空襲時は埼玉県戸田町（現戸田市）に居た。その後、茨城県に疎開し、8月15日の終戦を水戸で迎えた。戦後は公職追放となり、生まれ故郷近くの瓜連町（現那珂市）に居住した。

## 主な著作
- 『藤田幽谷の研究』1974年, 4 藤田幽谷の農政論（茨城県立図書館蔵書）
- 『水戸史学　創刊号』1974年, 5 藤田幽谷の儒学形成（茨城県立図書館蔵書）
- 『水戸史学　第５号』1976年, 2 神功皇后皇妃考（茨城県立図書館蔵書）
- 『水戸史学　第７号』1977年, 2 原伍軒論（茨城県立図書館蔵書）
- 大内地山著『水戸学早わかり』水戸学研究会 奥野恂邦（復刻者）、1977年（昭和52年9月）、同書には「解説 大内地山の水戸学研究」（全32頁）（薄井己亥氏執筆による）が加えられている。
- 『水戸史学　第８号　生誕三百五十年記念水戸義公特輯』1978年, 5 義公の詩余（茨城県立図書館蔵書）
- 『水戸史学　第１０号』1979年, 1 西山荘の歌人（茨城県立図書館蔵書）
- 『水戸史学　第１２号』1980年, 2 武田勢の懸軍西上（茨城県立図書館蔵書）
- 『水戸史学　第１６号』1982年, 12 蘇える朱舜水（茨城県立図書館蔵書）
- 『水戸史学　第１８号』1983年, 2 義公の元旦詩（茨城県立図書館蔵書）
- 『水戸史学　第２３号』1985年, 4 義公の「易」思想（茨城県立図書館蔵書）
- 『水戸史学　第２４号』1986年, 3 「姫魚語女」考（茨城県立図書館蔵書）
- 『水戸史学　第２６号』1987年, 1 「莫囂円隣」訓について-額田王作歌の試点-（茨城県立図書館蔵書）
- 『水戸史学　第２７号』1987年, 2 義公の仏教観（茨城県立図書館蔵書）
- 『水戸史学　第２９号』1988年, 4 水戸藩医・本間玄調（茨城県立図書館蔵書）
- 『水戸史学　第３２号』1990年, 2 安積澹泊論―碩儒問答―（茨城県立図書館蔵書）